# Aeroportul Internațional Sharm el-Sheikh
Aeroportul Internațional Sharm el-Sheikh (în arabă مطار شرم الشيخ الدولي) (IATA: SSH, ICAO: HESH) este un aeroport din Sharm el-Sheikh, Janub Sina', Egipt ce deservește zona Sharm el-Sheikh. Aeroportul a fost tranzitat în decembrie 2022 de 427.279 de pasageri. A fost deschis în mai 1968 și numit după zona deservită.
Situat la o altitudine de 43 m, aeroportul dispune de 2 piste. Este operat de Egyptian Airports Company⁠(d).

## Infrastructură

### Piste
Aeroportul dispune de 2 piste. Pista 4L/22R are suprafața de asfalt și dimensiunile 3.081 m × 45 m. Pista 4R/22L are suprafața de asfalt și dimensiunile 3.081 m × 45 m. 